# Leslie William Sutherland
Leslie William Sutherland, avstralski častnik, vojaški pilot in letalski as, * 17. december 1892, Murrumbeena, Melbourne, Victoria, † 24. oktober 1967.  	
Nadporočnik Sutherland je v svoji vojaški karieri dosegel 8 zračnih zmag.

## Odlikovanja
- Military Cross (MC)
- Distinguished Conduct Medal (DCM)